# L'uso sapiente delle buone maniere
(L'uso sapiente delle buone maniere, Alexander McCall Smith)
L'uso sapiente delle buone maniere è il quarto libro della serie di romanzi di Alexander McCall Smith, "Il club dei filosofi dilettanti". È ambientato ad Edimburgo, in Scozia ed ha per protagonista Isabel Dalhousie, direttrice della "Rivista di Etica applicata".

## Trama
Isabel Dalhousie, direttrice della "Rivista di Etica applicata", è intenzionata ad acquistare presso una casa d'aste un dipinto di uno dei suoi paesaggisti preferiti.

Tuttavia, il quadro, che rappresenta il punto in cui un gorgo ha ingoiato il suo autore,  viene venduto ad un altro collezionista il quale, però, dopo pochi giorni è disposto a venderlo alla donna senza fornire una valida spiegazione.

Tutto ciò insospettisce Isabel che, nel frattempo, ha da poco avuto un bambino dal suo giovane compagno Jamie, ex fidanzato di sua nipote Cat, che non ha ancora perdonato completamente la zia.

## Personaggi principali
- Isabel Dalhousie, donna di circa quarant'anni, direttrice della "Rivista di Etica applicata". Ha ricevuto una notevole somma di denaro in eredità e vive in una confortevole abitazione a sud di Edimburgo.
- Cat, nipote di Isabel. Donna giovane ed attraente, gestisce una gastronomia.
- Grace è la governante di Isabel.
- Jamie, ex fidanzato di Cat nonché attuale compagno di Isabel e padre di suo figlio. È un musicista.